# Orde van de Glorie (Sovjet-Unie)

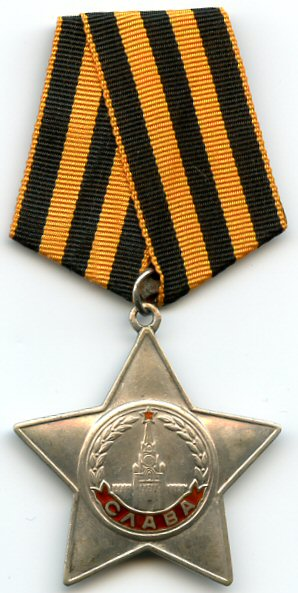
Orde van de Glorie, derde klasse

De Orde van de Glorie (Russisch: Орден Славы, Orden Slavy) was een van de orden van de voormalige Sovjet-Unie. De orde werd op 8 november 1943 door het Presidium van de Opperste Sovjet ingesteld voor militaire verdiensten.
De Orde van de Glorie die aan het lint van de beroemde oude tsaristische Orde van Sint Joris wordt gedragen werd verleend aan tweede luitenants en onderofficieren van leger en luchtmacht voor dapperheid. In deze orde werd men eerst benoemd in de derde klasse. Daarna kon men worden bevorderd.
- De eerste klasse werd 2620 maal uitgereikt en is daarmee een zeldzame onderscheiding.
- De tweede klasse werd 46.473 maal uitgereikt.
- De derde klasse werd 997.815 maal uitgereikt.

Zoals veel socialistische orden kent de Orde van de Glorie geen ridders maar alleen dragers.
Orde van Sint-Andreas de Eerstgeroepene ·
Orde van de Heilige Catharina ·
Sint-Jorisorde ·
Orde van Sint-Anna ·
Alexander Nevski-orde ·
Orde van de Witte Adelaar (Polen) ·
Orde van Sint-Stanislaus ·
Orde van Sint-Vladimir ·
Herdenkingsdecoratie voor het 300-jarig bestaan van de Romanov-dynastie ·
Orde van het Rode Kruis voor Vrouwen en Meisjes ·
Soevereine Militaire Hospitaalorde van Sint-Jan van Jeruzalem en Malta in Rusland ·
Held van de Arbeid (1922) ·
Orde van de Rode Vlag van de Arbeid ·
Leninorde ·
Leninprijs ·
Held van de Sovjet-Unie ·
Gouden Ster ·
Orde van de Oktoberrevolutie ·
Ereteken van de Sovjet-Unie ·
Orde van de Glorie van de Arbeid ·
Orde van de Rode Banier ·
Held van de Socialistische Arbeid ·
Moeder-Heldin .
Heldenstad ·
Meester in de sport ·
Orde van de Vriendschap ·
Orde van de Vaderlandse Oorlog ·
Orde van de Eer ·
Orde van de Glorie ·
Orde van Nachimov ·
Orde van Koetoezov ·
Orde van Oesjakov ·
Orde van Soevorov ·
Orde van Bogdan Chmelnitski ·
Orde van de Rode Ster ·
Orde van de Heilige Aartsengel Michaël ·
Onderscheidingskruis van de Heilige Apostelgelijke Vorstin Olga ·
Orde van Sint-Nicolaas de Wonderdoener
Zie ook: Ridderorden in Rusland · Orden van de Sovjetrepublieken · Orden van de Sovjet-Unie · Medailles van de Sovjet-Unie